# Gigli (makaron)
Gigli (wł.: lilie, także: cornetti, corni di bue, riccioli, campanelle) – rodzaj włoskiego makaronu, wykonanego z jednego arkusza ciasta, plisowanego na krawędzi i zwiniętego w zwężającą się spiralę, na kształt rożka, pieprznika lub lilii.
Makaron tego gatunku stosowany jest głównie do zapiekanek i sałatek makaronowych. Alternatywą są dla niego np.  fusilli, radiatori, penne, farfalle, czy ruote.